# Giuseppe Mancinelli
Giuseppe Mancinelli, italijanski general, * 1895, † 1976.